# Heart*Iz
Heart*Iz (được cách điệu thành HEART*IZ; phát âm là "heart eyes") là mini-album tiếng Hàn thứ hai của nhóm nhạc nữ IZ*ONE, một nhóm dự án được thành lập thông qua cuộc thi thực tế Mnet 2018 Produce 48. EP được phát hành vào ngày 1 tháng 4 năm 2019 bởi Off the Record Entertainmen, bao gồm hai phiên bản: "Violeta" và "Sapphire".

## Bối cảnh và phát hành
Video âm nhạc cho đĩa đơn "Violeta" được phát hành vào ngày 1 tháng 4 năm 2019 trên YouTube, cùng với việc phát hành EP và tải kỹ thuật số thông qua các trang web âm nhạc khác nhau.
Off the Record đã phát hành một video đặc biệt để kỷ niệm đạt được 40 triệu lượt xem cho video âm nhạc "Violeta".

## Hiệu quả thương mại
Vào ngày 29 tháng 3 năm 2019, Off the Record đã báo cáo rằng doanh số đặt hàng trước cho Heart*Iz đã vượt qua 200.000 bản. EP đã bán được 132.109 bản trong tuần đầu tiên, lập kỷ lục mới về số lượng bán cao nhất cho các nhóm nhạc nữ trong tuần đầu tiên phát hành vào thời điểm đó. Heart*Iz sau đó đứng đầu trong cả Bảng xếp hạng Album Gaon và Oricon ở nước ngoài.

## Danh sách bài hát
| STT              | Nhan đề                                                 | Phổ lời                                                    | Phổ nhạc                           | Phối khí           | Thời lượng |
| ---------------- | ------------------------------------------------------- | ---------------------------------------------------------- | ---------------------------------- | ------------------ | ---------- |
| 1.               | "해바라기" (Hey. Bae. Like It.; lit. Sunflower)         | Tenzo Kebee EB                                             | Tenzo MUNA                         | MUNA               | 3:32       |
| 2.               | "비올레타" (Violeta)                                    | Choi Hyun-joon Kim Seung-soo                               | Choi Hyun-joon Kim Seung-soo       | Park Seul-gi       | 3:20       |
| 3.               | "Highlight"                                             | Lee Tae-hoon So Jay                                        | Lee Tae-hoon Sam Carter RAMI NU bK | Lee Tae-hoon       | 3:28       |
| 4.               | "Really Like You"                                       | YOSKE Kim Min-ju Hitomi Honda Alive Knoh                   | EastWest (1by1) YOSKE              | EastWest (1by1)    | 3:10       |
| 5.               | "Airplane"                                              | Lee Dae-hwi So Jay Jo Yoon-kyung Jang Yeo-jin              | Lee Dae-hwi 리시 Simpson           | 리시 Simpson       | 3:03       |
| 6.               | "하늘 위로" (Up; lit. Above the Sky)                    | KZ                                                         | KZ Nthonius                        | KZ Nthonius        | 3:12       |
| 7.               | "고양이가 되고 싶어" (Neko ni Naritai (Korean version)) | Yasushi Akimoto (Korean version; adapted by) Kim Min-ju    | Shintaro Fujiwara                  | Shintaro Fujiwara  | 4:16       |
| 8.               | "기분 좋은 안녕" (Gokigen Sayonara (Korean version))    | Yasushi Akimoto (Korean version; adapted by) Lee Chae-yeon | Toshihiko Watanabe                 | Toshihiko Watanabe | 4:20       |
| Tổng thời lượng: | Tổng thời lượng:                                        | Tổng thời lượng:                                           | Tổng thời lượng:                   | Tổng thời lượng:   | 28:32      |

## Xếp hạng
| Chart (2019)                          | Thứ hạng cao nhất |
| ------------------------------------- | ----------------- |
| Japanese Albums (Oricon Album Charts) | 4                 |
| Japanese Hot Albums (Billboard Japan) | 5                 |
| South Korean Albums (Gaon)            | 1                 |
| US World Albums (Billboard)           | 6                 |

## Lịch sử phát hành
| Quốc gia | Ngày                    | Định dạng   | Nhãn                                                   |
| -------- | ----------------------- | ----------- | ------------------------------------------------------ |
| Hàn Quốc | Ngày 1 tháng 4 năm 2019 | CD tải nhạc | Off the Record Entertainment Stone Music Entertainment |